# Peter Tordsson (Bonde)
Peter Tordsson (Bonde) levde under 1300-talet och var en svensk riddare och riksråd. Han var son till Tord Petersson (Bonde) och Margareta Röriksdotter (Rörik Birgerssons ätt). Han var en av kung Håkan Magnussons närmaste anhängare i konflikten mellan denne, Albrekt av Mecklenburg och Hansan och från 1361 ägare av Jäders bruks herrgård från 1361.